# Onciale 082
- Papyrus
- Onciale
- Minuscules
- Lectionnaire

Le Codex 082, portant le numéro de référence  082 (Gregory-Aland), est un manuscrit du parchemin du Nouveau Testament en écriture grecque onciale. 

## Description
Le codex se compose de une folio. Il est écrit sur deux colonnes, avec 26 lignes par colonne. Les dimensions originales du manuscrit sont inconnues. Les paléographes datent ce manuscrit du VIe siècle,. 
Constantin von Tischendorf a vu cette feuille en 1868 à Moscou. Le manuscrit a été examiné par Kurt Treu (de) et Pasquale Orsini.
Contenu
C'est un manuscrit contenant de texte du Épître aux Éphésiens 4,2-18. 
Texte
Le texte du codex représenté type mixte. Kurt Aland le classe en Catégorie III. 
Lieu de conservation
Le codex est actuellement conservé au Musée historique d'État (V. 108, S. 100) à Moscou,.